# Beker van Swaziland
De Beker van Swaziland is het nationale voetbalbekertoernooi van Swaziland dat wordt georganiseerd door de National Football Association of Swaziland (NFAS). Het bekertoernooi werd opgericht in 1980 en wordt zoals de meeste bekercompetities volgens het knock-outsysteem gespeeld.
Sponsornamen
1986-2001 BP Challenge Cup
2002-2003 MTN Cup
2004-2014 Szwazi Bank Cup

## Finales
| Jaar             | Winnaar                | Uitslag                | Finalist               |
| ---------------- | ---------------------- | ---------------------- | ---------------------- |
| 1980             | Young Aces             |                        |                        |
| 1981             | onbekend               | onbekend               | onbekend               |
| 1982             | Young Aces             |                        |                        |
| 1983             | Mbabane Highlanders    |                        |                        |
| 1984             | Manzini Wanderers      |                        |                        |
| 1985             | Mbabane Highlanders    |                        |                        |
| BP Challenge Cup |                        |                        |                        |
| 1986             | Mbabane Swallows       |                        | Manzini Wanderers      |
| 1987             | Moneni Pirates         |                        | Denver Sundowns        |
| 1988             | Moneni Pirates         |                        |                        |
| 1989             | Denver Sundowns        |                        |                        |
| 1990             | Mbabane Highlanders    |                        |                        |
| 1991             | Denver Sundowns        |                        |                        |
| 1992             | Denver Sundowns        | 2-0                    | Royal Leopards         |
| 1993             | Eleven Men in Flight   | 2-1                    | Denver Sundowns        |
| 1994             | onbekend               | onbekend               | onbekend               |
| 1995             | Mhlambanyatsi Rovers   |                        |                        |
| 1996             | Eleven Men in Flight ? | Eleven Men in Flight ? | Eleven Men in Flight ? |
| 1997             | Mbabane Highlanders    |                        |                        |

| Jaar           | Winnaar                                            | Uitslag                                            | Finalist                                           |
| -------------- | -------------------------------------------------- | -------------------------------------------------- | -------------------------------------------------- |
| 1998           | onbekend                                           | onbekend                                           | onbekend                                           |
| 1999           | Mbabane Highlanders                                |                                                    |                                                    |
| 2000           | Mhlume United                                      |                                                    |                                                    |
| 2001           | Eleven Men in Flight                               | 1-1 ns (4-3)                                       | Mbabane Swallows                                   |
| MTN Cup        |                                                    |                                                    |                                                    |
| 2002           | onbekend (Eleven Men in Flight bereikte de finale) | onbekend (Eleven Men in Flight bereikte de finale) | onbekend (Eleven Men in Flight bereikte de finale) |
| 2003           | onbekend                                           | onbekend                                           | onbekend                                           |
| Swazi Bank Cup |                                                    |                                                    |                                                    |
| 2004           | Green Mamba                                        | 5-1                                                | Denver Sundowns                                    |
| 2005           | Hub Sundowns                                       | 2-0                                                | Malanti Chiefs                                     |
| 2006           | Mbabane Swallows                                   | 1-0 nv                                             | Malanti Chiefs                                     |
| 2007           | Royal Leopards                                     | 1-0                                                | Manzini Sundowns                                   |
| 2008           | Malanti Chiefs                                     | 2-1                                                | Royal Leopards                                     |
| 2009           | Mbabane Highlanders                                | 2-1                                                | Manzini Wanderers                                  |
| 2010           | Mbabane Highlanders                                | 1-0                                                | Umbelebele/Jomo Cosmos                             |
| 2011           | Royal Leopards                                     | 4-3 nv                                             | Mhlambanyatsi Rovers                               |
| 2012           | Green Mamba                                        | 3-1                                                | Mbabane Highlanders                                |
| 2013           | Mbabane Swallows                                   | 5-3 nv                                             | Malanti Chiefs                                     |
| 2014           | Royal Leopards                                     | 3-1                                                | Young Buffaloes                                    |

### Prestaties per club
N.B. Bekende prestaties
| Aantal | Club                 | Plaats   |   | Aantal               | Club          | Plaats |
| ------ | -------------------- | -------- | - | -------------------- | ------------- | ------ |
| 07     | Mbabane Highlanders  | Mbabane  | 1 | Manzini Wanderers    | Manzini       |        |
| 03     | Denver Sundowns      | Manzini  | 1 | Mhlambanyatsi Rovers | Mhlambanyatsi |        |
| 03     | Mbabane Swallows     | Mbabane  | 1 | Mhlume United        | Mhlume        |        |
| 03     | Royal Leopards       | Simunye  | 1 | Hub Sundowns         |               |        |
| 02     | Young Aces           | Bulembu  | 1 | Malanti Chiefs       | Piggs Peak    |        |
| 02     | Moneni Pirates       | Manzini  |   |                      |               |        |
| 02     | Eleven Men in Flight | Siteki   |   |                      |               |        |
| 02     | Green Mamba          | Matsapha |   |                      |               |        |

Algerije ·
Angola ·
Benin ·
Botswana ·
Burkina Faso ·
Burundi ·
Centraal-Afrikaanse Republiek ·
Comoren ·
Congo-Brazzaville ·
Congo-Kinshasa ·
Djibouti ·
Egypte ·
Equatoriaal-Guinea ·
Ethiopië ·
Gabon ·
Gambia ·
Ghana ·
Guinee ·
Guinee-Bissau ·
Ivoorkust ·
Kameroen ·
Kenia ·
Lesotho ·
Liberia ·
Libië ·
Madagaskar ·
Mali ·
Marokko ·
Mauritanië ·
Mauritius ·
Mozambique ·
Namibië ·
Niger ·
Nigeria ·
Oeganda ·
Réunion ·
Rwanda ·
Sao Tomé en Principe ·
Senegal ·
Seychellen ·
Sierra Leone ·
Soedan ·
Somalië ·
Swaziland ·
Tanzania ·
Togo ·
Tsjaad ·
Tunesië ·
Zambia ·
Zimbabwe ·
Zuid-Afrika